# Choekyi Gyaltsen
Pour les articles homonymes, voir Chokyi Gyaltsen.
Lobsang Trinley Lhündrub Chökyi Gyaltsen (tibétain : བློ་བཟང་ཕྲིན་ལས་ལྷུན་གྲུབ་ཆོས་ཀྱི་རྒྱལ་མཚན་་, Wylie : Blo-bzang Phrin-las Lhun-grub Chos-kyi Rgyal-mtshan, pinyin tibétain : Lobsang Chinlai Lhünchub Qoigyi Gyaicain), né le 19 février 1938 à Karang Bidho (Qinghai/Amdo, Chine) et mort le 28 janvier 1989 à Shigatsé (Tibet), était le 10e panchen-lama du Tibet. Il est souvent dénommé plus simplement Choekyi Gyaltsen (également écrit Choekyi Gyaltse ou Choskyi Gyantsen).

## Biographie
Le 10e panchen-lama est né le 19 février 1938 dans le village de Karang Bidho, dans le Xian autonome salar de Xunhua, dans la province du Qinghai. Plus précisément, ce village se situe dans la région de Dowi (tibétain, appelé Xunhua en chinois mandarin), rattachée depuis 1959 au Qinghai. Son père, Gonpo Tseten, et sa mère, Sonam Drolma, lui donnèrent le nom de Gonpo Tseten.
Selon sa fille, Yabshi Pan Rinzinwangmo, à partir de l'âge de trois ans, il fut élevé en tant que « Bouddha vivant » au temple de Ta'er, connu des Tibétains sous le nom de monastère de Kumbum (ou kumbum byams-pa gling).

### Intronisation

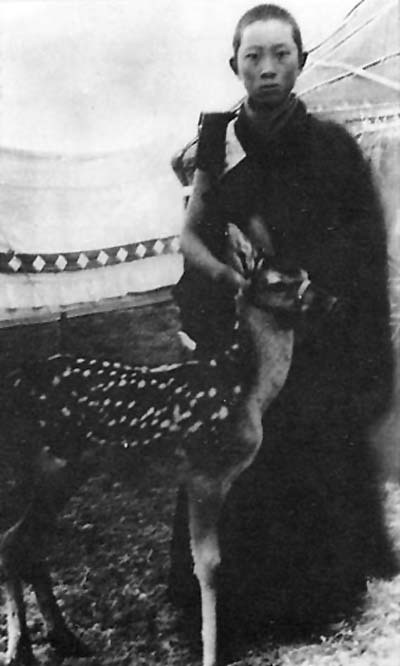
Le jeune panchen-lama en 1947.

Il a été reconnu par Lakho Rinpoché.
Le Nang gang, nom du collectif des membres de l'entourage du 9e panchen-lama, décida de réaliser une cérémonie d'investiture de Gönpo Tseten, un des trois candidats à la succession, au monastère de Kumbum en 1944 en dépit de la désapprobation du Guomindang pour qui cette reconnaissance ne pouvait avoir lieu qu'à Lhassa.
Selon Melvyn Goldstein, l'urne d'or ne fut pas utilisée pour sélectionner le 10e panchen-lama.
Le 3 juin 1949, le Guomindang et l'entourage du 9e panchen-lama reconnurent Gonpo Tseten comme la 10e réincarnation du panchen-lama. Il fut intronisé le 11 juin 1949 dans la province du Qinghai (anciennement l'Amdo), sous les auspices des responsables chinois.[citation nécessaire],.
Il est intronisé le 10 août 1949 par le gouvernement nationaliste au monastère de Kumbum sans aucun test traditionnel. Étant donné que le choix des incarnations du panchen-lama relève du dalaï-lama ou du régent et du Tsongdu, Lhassa a refusé de reconnaître la validité de la candidature.

### Télégrammes de soutien à l'unification de la Chine

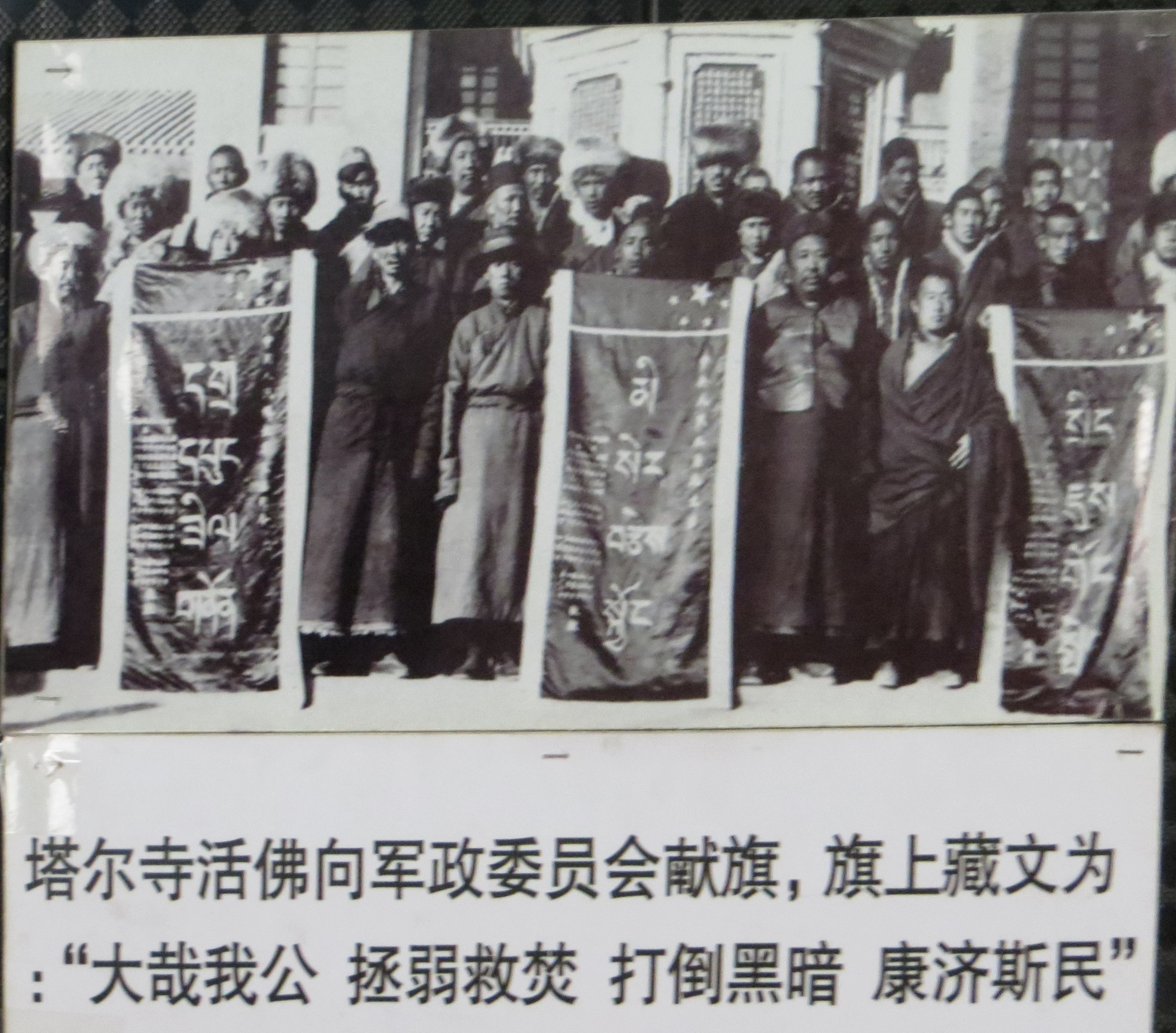
Soutien des moines du monastère de Kumbum à la nouvelle République populaire de Chine en 1949.

Lorsque les communistes arrivent au pouvoir en 1949, l'entourage du panchen-lama décide de lier son sort aux nouveaux responsables et envoie, le 1er octobre 1949, au nom du nouveau panchen-lama, alors âgé de onze ans, des télégrammes à Mao, Zhu De et Peng Dehuai affirmant son soutien à l’unification de la Chine. De même, le 31 janvier 1950, il envoya à Mao un autre télégramme appelant à la libération du Tibet.
À ce sujet, Frédéric Lenoir et Laurent Deshayes évoquent l'opportunisme politique de l'entourage du panchen-lama et précisent que ce dernier était « trop jeune encore pour avoir une pensée politique élaborée ». Pour Samten Karmay, l'existence du télégramme relève de l'allégation : on ne dispose pas de trace du télégramme en date du 31 janvier 1950.

### Invitation à Pékin en 1951 lors de l'accord en 17 points
Selon Glenn Freeman et Thubten Samphel, en 1951, invité à Pékin au moment de l'arrivée de la délégation tibétaine qui se trouva finalement forcée de signer l'accord en 17 points, le panchen-lama fut contraint d'envoyer un télégramme demandant au dalaï-lama d'appliquer l'accord.
Pour Dawa Norbu, les communistes amenèrent le panchen-lama à Pékin pour faire pression sur les délégués tibétains afin qu'ils signent l'accord en 17 points.

### Reconnaissance par le dalaï-lama
Le 19 juillet 1951, le 14e dalaï-lama adresse à Choekyi Gyaltsen une lettre où il le reconnaît comme réincarnation du précédent panchen-lama, et l'autorise à s'installer au Tashilhunpo.

### Rapports initiaux avec le14edalaï-lama

Choekyi Gyaltsen, en compagnie de Mao Zedong et de Tenzin Gyatso (14e dalaï-lama) en 1954.

Pour une réincarnation de la stature du panchen-lama, son authentification par le dalaï-lama était nécessaire. Comme le 14e dalaï-lama était encore mineur, le gouvernement tibétain demanda que les vérifications traditionnelles soient réalisées avant la confirmation officielle, ce qui retarda sa reconnaissance officielle par Lhassa.
En 1946, le gouvernement tibétain ordonna au Tashilhunpo de dépêcher une délégation à Xining auprès du Nang gang, l'entourage du panchen-lama, pour ramener à Lhassa les candidats de l'Amdo pour qu'ils y subissent une épreuve officielle, tandis qu'une mission gouvernementale devait amener le candidat du Kham. Cependant, un désaccord se produisit entre les délégués de Tashilhunpo et le Nang gang qui ne soutenait que Gönpo Tseten.
Le 10 août 1949, le Guomindang reconnut officiellement Gönpo Tséten, sans doute en réponse à l'expulsion de tous les ressortissants chinois par Lhassa le 8 juillet pour espionnage.
Lors des négociations engagées à Pékin en vue de l’accord en 17 points, le chef de la délégation tibétaine, Ngabo Ngawang Jigme, sur l’insistance de la partie chinoise, envoya au dalaï-lama, réfugié à Yadong, un télégramme lui demandant de reconnaître le jeune Gönpo Tseten pour ne pas faire capoter les négociations. Après une séance divinatoire, le dalaï-lama répondit que le jeune garçon était bien la réincarnation authentique du 9e panchen-lama.
Finalement, le retour du panchen-lama à Shigatsé fut accepté par les négociateurs tibétains en vertu des points 5 et 6 de l’accord en 17 points de 1951.
Après la signature de l'accord en 17 points, où les statuts du panchen-lama et du dalaï-lama avaient été définis, le jeune panchen-lama arriva à Lhassa, venant de Pékin, le 28 avril 1952, avant de se rendre au Tashilhunpo, escorté par des soldats chinois. Selon Dawa Norbu, durant son bref séjour à Lhassa, il rencontra à deux reprises le dalaï-lama qui décrivit dans ses mémoires ses impressions qui s'avérèrent prophétiques.
Selon un article publié dans The Hindu, le dalaï-lama aurait admis en 1954 que l'ambiance entre lui et le panchen-lama au départ n'était pas à la coopération mais qu'ils étaient désormais tous deux bons amis et coopéraient comme deux frères. Pourtant, selon le journaliste Israel Epstein, rédacteur de China Reconstructs, lors d'une réception à Pékin en 1954, lorsqu'il demanda aux deux chefs religieux de mettre leur autographe sur son carton d'invitation et qu'il tendit celui-ci tout d'abord au panchen-lama, le dalaï-lama s'en saisit aussitôt, en s'écriant « Je suis le dalaï-lama »,.
En 1956, à l'invitation de la Société de la Maha Bodhi, il part en pèlerinage pour l'Inde avec le 14e dalaï-lama et 16e karmapa, alors que l'Inde célèbre le 2500e anniversaire de Bouddha Jayanti.

### Formation et rôle à Shigatsé
Selon Dawa Norbu, dans les années 1950, Choekyi Gyaltsen reçut les enseignements bouddhiques du monastère de Tashilhunpo et de la tradition gélugpa de Gyenak Rinpoché et Kachen Ang Nyima, puis après la mort de ce dernier, de Kachen Nyulchu Rinpoché. Il assuma également une responsabilité sociale pour la communauté qu'il était appelé à diriger. Réalisant que l'ancien système ne permettrait pas la survie du Tibet dans la modernité, il ouvrit en 1956 une école, le Chensel Labdra, qui accueillait 300 étudiants et avait un programme révolutionnaire pour un établissement fondé par un haut lama : on y enseignait le tibétain, le hindi, le chinois, la photographie, la conduite, l'équitation et le tir. Quand la Chine mit en doute la loyauté du jeune lama, l'école fut soupçonnée d'avoir été utilisée pour susciter le soulèvement tibétain de 1959.

### Nominations et postes officiels
En septembre 1954, le panchen-lama se rend, ainsi que le dalaï-lama et le 16e karmapa, à Pékin pour participer à l'Assemblée (en) qui doit donner à la Chine une nouvelle constitution. Accueillis par Zhou Enlai et Zhu De à leur arrivée, les deux chefs religieux rencontrent Mao Zedong, lequel donne plusieurs dîners en leur honneur. Le panchen-lama est nommé membre du Comité permanent de l'Assemblée nationale populaire de la Chine tandis que le dalaï-lama en devient le vice-président,.
En 1955, les deux dignitaires gélugpa célèbrent les fêtes de nouvel an à Pékin.
En 1956, le dalaï-lama devient le président du comité préparatoire à l'établissement de la Région autonome du Tibet tandis que le panchen lama est désigné premier vice-président. Il part en pèlerinage pour l'Inde avec le dalaï-lama, alors que l'Inde célèbre le 2500e anniversaire de Bouddha Jayanti.
Lorsque le dalaï-Lama se réfugie en Inde en 1959, l'ensemble de son gouvernement le suit. Le panchen-lama, quant à lui, reste au Tibet. Il se voit offrir la présidence par intérim du comité préparatoire à l'établissement de la Région autonome du Tibet, inauguré par le maréchal Chen Yi, le dalaï-lama gardant le titre de président.
Sous la direction du 10e panchen lama, le Comité préparatoire, devenu le nouveau gouvernement tibétain, abolit le travail forcé et la servitude individuelle le 28 mars 1959.

### Répression des moines et destruction d'une partie du monastère de Tashilhunpo
Selon Michael Buckley et Ardy Verhaegen (nl), fin 1960, l’Armée populaire de libération (APL) entoura le monastère de Tashilhunpo (qui jusque-là avait échappé aux réformes) et arrêta ses 4 000 moines. Certains furent par la suite exécutés, d'autres se suicidèrent, un grand nombre furent emmenés dans des camps de travail. Ardy Verhaegen affirme que le 10e panchen-lama fit dès lors ouvertement ce qu'il put pour préserver la religion du Tibet, répétant que le 14e dalaï-lama était l'authentique dirigeant du Tibet.
Fabienne Jagou précise qu'après le saccage du monastère de Tashilhunpo en 1960, le 10e panchen-lama se rallia au 14e dalaï-lama « alors qu'il avait été jusque-là un instrument docile du parti communiste chinois ». Selon Keith Dowman, c'est sous la révolution culturelle que le monastère subit des destructions : elles concernèrent les deux tiers des bâtiments, principalement les habitations des moines.

### La Pétition en70 000caractères (1962)
Pour l'historien Samten G. Karmay, le 10e panchen lama prit conscience avec l'âge de la « manipulation politique dont il était le jouet », ce qui le conduisit à rédiger en 1962 la pétition en 70 000 caractères.
En 1960, le panchen-lama fut nommé à la vice-présidence du Congrès national du Peuple afin qu'il y soit le porte-parole de la politique du gouvernement central au Tibet. À ce titre il visita plusieurs régions chinoises, « partout il ne vit que misère et désolation ».
Selon Gilles Van Grasdorff, le panchen-lama rencontra des Occidentaux à Lhassa en 1962, la capitale de l'actuelle Région autonome du Tibet. Il leur confia son désir d'« accomplir son devoir révolutionnaire envers le peuple » et de « vivre la vie d'un bon bouddhiste ». Il rejoignit Pékin sur l'ordre de Mao. Pendant ce voyage, des foules de Tibétains l'implorèrent de « mettre fin à leurs souffrances et aux privations endurées ». À Pékin il demanda directement au Grand Timonier de « faire cesser les exactions commises à l'encontre du peuple tibétain, à augmenter les rations alimentaires, à faire donner des soins aux personnes âgées et aux infirmes et à respecter la liberté religieuse ». Mao l'écouta poliment mais aucune mesure ne fut prise.
En 1962, le panchen-lama, qui n'avait alors que 24 ans, adressa au premier ministre chinois Zhou Enlai, un document connu sous l'appellation de pétition en 70 000 caractères, dénommée initialement « Rapport sur les souffrances du Tibet et des régions tibétaines et propositions pour le travail futur du Comité central sous la direction du président ministre Zhou Enlai ». Il y dénonçait la politique draconienne et les actions de la République populaire de Chine au Tibet – ce document, traduit par le tibétologue Robert Barnett, a été publié, sous le titre A Poisoned Arrow: The Secret Report of the 10th Panchen Lama, par l'organisme de recherche et d'information sur le Tibet Tibet Information Network (TIN)),. Selon Patrick French, son entourage avait essayé de le convaincre de tempérer le ton de sa pétition, mais il avait refusé, indiquant qu'il parlait au nom du peuple tibétain et qu'il n'y avait aucune raison que ses dirigeants n'aient pas droit à une critique rigoureuse. Dans ce rapport, le panchen-lama s'en prend, en termes clairs, au Grand Bond en avant, le projet de Mao Zedong : « Bien que sur le papier et dans les discours, il y ait eu un grand bond en avant, il n'est pas certain qu'il se soit traduit dans la réalité ». Sont dénoncés une multitude d'« ordres ineptes » de la part des autorités du Parti communiste chinois ayant entraîné une pénurie alimentaire chronique. Des accusations concernant des avortements forcés à partir de 1955 dans le Kham et l'Amdo y sont également formulées. De même, les tendances gauchistes, majoritaires au Tibet, sont dénoncées dans les conclusions.
Selon Barry Sautman, professeur en sciences sociales à l'université de science et de technologie de Hong Kong, le 10e panchen-lama est censé avoir visité trois régions du Tibet avant la rédaction de ce rapport : Ping'an, Hualong et Xunhua, et sa description d'une famine ne concerne que la région dont il est originaire, Xunhua. Ces trois régions se trouvent dans la préfecture de Haidong, une zone de la province du Qinghai dont la population est à 90 % non tibétaine et ne relève pas du Tibet « culturel ». De plus, Ngabo Ngawang Jigme, un ancien dirigeant tibétain de la région autonome du Tibet, conteste le fait que le panchen-lama ait visité une quelconque zone tibétaine avant son rapport.
L'écrivain anglais Patrick French considère la pétition comme le tableau le plus clair de cette période.

### Destitution et détention
Selon Pierre-Antoine Donnet, lors des fêtes de Monlam en 1964, le panchen-lama déclara publiquement : « Aujourd'hui, alors que nous sommes réunis ici, il me faut exprimer ma conviction que le Tibet regagnera bientôt son indépendance et que Sa Sainteté retournera sur le Trône d'Or. Vive le dalaï-lama ! », il conclut son discours par ces mots : « Sachez que je considère le Dalaï Lama comme mon refuge dans cette vie et dans la suivante »,. L'historien Samten G. Karmay indique qu'on sollicita le 10e panchen-lama pour « dénoncer le dalaï-lama en tant que réactionnaire », à la suite de son refus il subit des insultes et de nombreuses années de prison.

#### Procès, séances de lutte et destitution (1964)

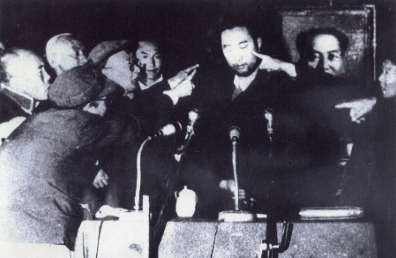
Le panchen-lama lors d'une séance de lutte en 1964.

Du 18 septembre au 4 novembre 1964, il fut violemment critiqué pour ses prises de position, lors du 7e congrès du « Comité préparatoire à l'établissement de la Région autonome du Tibet ». Ces critiques se transformèrent en séances de lutte qui durèrent 50 jours. Il fut démis de ses fonctions de président par intérim du Comité, et emprisonné,.

#### Cours de rééducation et travail en usine à Pékin (1964-1966)
À la fin de l’année 1964, Zhou Enlaï, désirant le protéger, s'arrangea pour le faire venir de Lhassa, avec sa famille, à Pékin. Le panchen-lama fut cependant astreint à des cours de rééducation puis envoyé travailler dans une usine de fabrications électriques.
Sa situation empira lors de la révolution culturelle. En 1966, il fut enlevé, avec toute sa famille ainsi que sa belle-sœur Palyang, par une faction des gardes rouges à l'Institut central des nationalités. À son arrivée à l'institut, il fut roué de coups de poing et de coups de pied. Lors de son procès, il fut battu avec une ceinture en cuir si durement que la boucle métallique de la ceinture s'arracha. Ce traitement dura une journée, le panchem-lama ne dit pas un mot. Puis à la nuit, il fut enfermé dans une cellule. Le lendemain, après une intervention du comité central, il fut déplacé puis relâché,.

#### Détention à la prison de Qincheng (1968-1977)
En 1968, il fut arrêté à nouveau, puis détenu dans la prison de Qincheng à proximité de Pékin. Il était dans un quartier pénitentiaire abritant des personnalités et des dirigeants nationaux. Il y fut astreint à l'isolement complet dans une cellule de 8 ou 9 mètres carrés. Selon sa fille, interrogée en 2006, pour mettre à profit le temps passé en prison, non seulement il récitait les Sûtra bouddhistes tous les jours, mais encore il apprit à parler couramment le chinois, étudia le marxisme-léninisme et traduisit un dictionnaire tibétain en chinois.
Selon un article publié en 1996 par le Tibet Information Network (TIN), il resta quatorze ans en détention, dont neuf ans et huit mois en prison à Pékin, et le reste sous une forme de résidence surveillée. De temps en temps, on le sortait de prison pour des séances de lutte publiques dans des stades de Pékin où il était humilié devant des milliers de gens. En 1966, on persuada sa belle-sœur de l'accuser de l'avoir violée, et son jeune frère le battit pour ce crime probablement inventé.
Selon le dissident chinois Wei Jingsheng, à la prison, le panchen lama refusa une fois de s'alimenter, déclarant qu'il ne voulait plus vivre et demandant que ses restes mortels fussent remis au Comité central du parti.

#### Maintien en résidence surveillée (1977-1982)
Après la mort de Mao Zedong, il fut relâché en octobre 1977, mais maintenu en résidence surveillée à Pékin jusqu'en 1982,.

### Libération et réhabilitation
Le panchen-lama a été libéré après la purge de la « bande des quatre ». Cette libération semble s'inscrire dans une politique plus large. Il y aurait eu une libération de vingt-quatre prisonniers importants, impliqués dans la révolte de 1959. Le vice-président du Comité révolutionnaire, Dian Bao, aurait souhaité la « bienvenue (…) à tous les patriotes qui auront acquis une "compréhension claire" de la situation interne en Chine et rejetteront toute tentative de "séparatisme" ».

### Mariage
En 1979, rompant ses vœux, il épousa Li Jie, une Han qui était médecin dans l’Armée populaire de libération et la petite-fille d'un général du Kuomintang, Dong Qiwu (en). Après son mariage, il observa strictement les préceptes du bouddhisme tibétain, renonçant à porter la robe monastique au profit de l'habit de la noblesse tibétaine.
En 1983, ils eurent une fille, nommée Yabshi Pan Rinzinwangmo.

### Fondation de l'École pour les lamas réincarnés à Pékin
Dans les années 1980, il fonda l'École pour les lamas réincarnés à Pékin. En 1987, il invita Achok Rinpoché, alors en exil en Inde, à y enseigner pendant un an. L'objectif de l'école était de former des tulkous qui avaient 14 ou 15 ans en 1959 mais n'avaient pu quitter le Tibet où ils furent torturés ou internés dans des camps par les autorités chinoises sans pouvoir étudier leur religion. Achok Rinpoché enseigna à quinze lamas du même âge que lui.

### Retour au Tibet

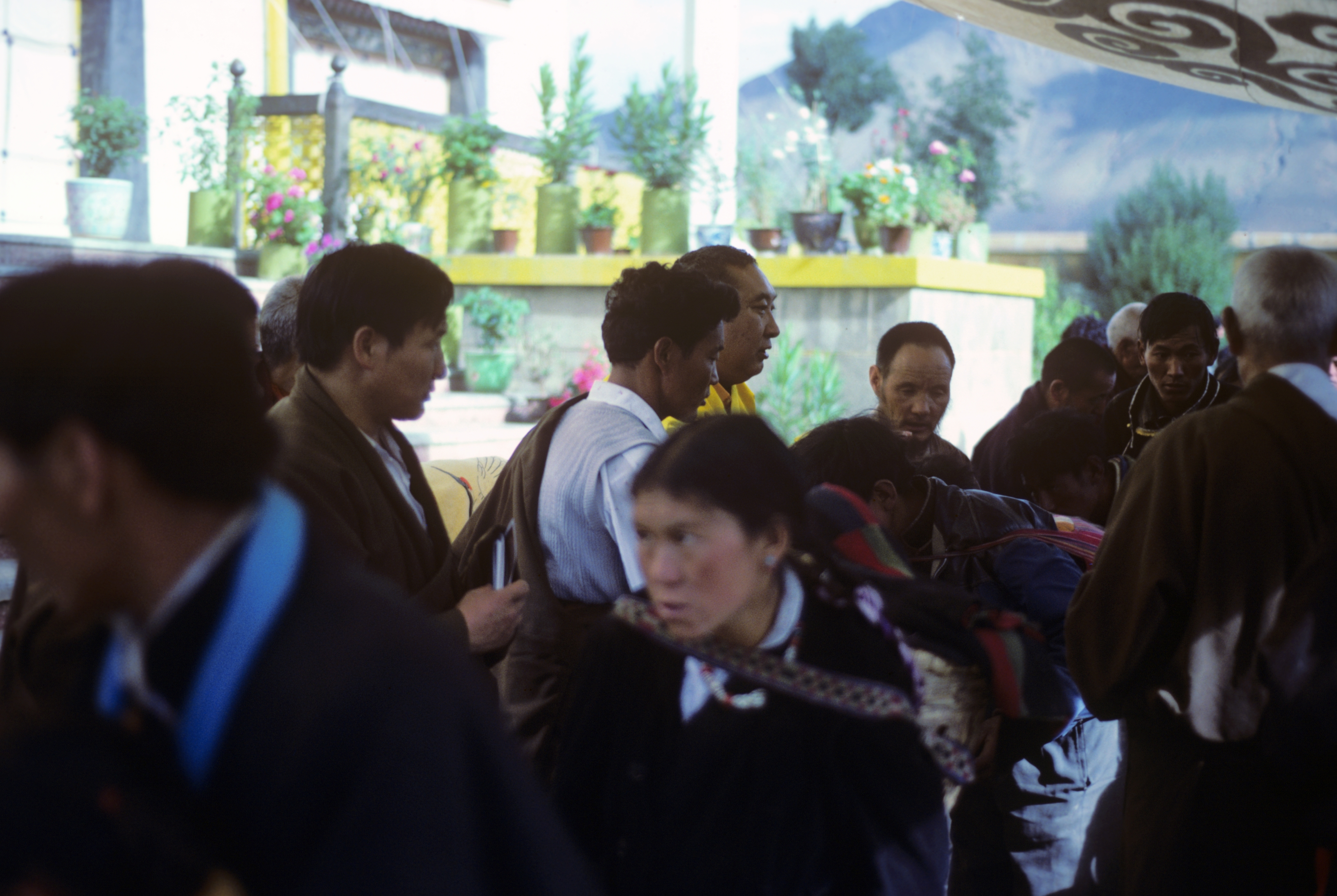
Lors de la visite au Tibet du Panchen Lama début août 1987, des Tibétains viennent chercher sa bénédiction

Après la Révolution culturelle (1966-1976), Choekyi Gyaltsen devient en 1978 député de Assemblée nationale populaire puis en 1980 vice-président de cette même assemblée. Il est autorisé à retourner au Tibet en 1982 et 1986. Au cours de ces voyages, la ferveur populaire à son égard semble intacte. Après les manifestations de 1987, Choekyi Gyaltsen se déplace de nouveau au Tibet afin d'analyser l'origine des troubles. Après les manifestations de mars 1988, le 10e Panchen-Lama évite de considérer 14e dalaï-lama comme l'organisateur de celles-ci. Pour Fabienne Jagou, « le 10e Panchen-Lama était devenu l’indispensable médiateur entre les Tibétains et le Parti communiste chinois. ». Il est officiellement réhabilité en 1988.
Cependant, à partir de 1988, le 10e Panchen-lama se fit plus actif. Il chercha à rétablir l’usage de la langue tibétaine dans l’administration et il ouvrit des instituts bouddhiques. Surtout, il dénonça l’absurdité de certaines des politiques conduites au Tibet. En janvier 1989, il se rendit au monastère de Tashilungpo dans le but d’inaugurer un chorten rassemblant les dépouilles des précédents panchen-lamas qui avaient été profanées par les gardes rouges durant la révolution culturelle.

### Fondation de laTibet Gang-gyen Development Corporation
Selon Dawa Norbu, le 10e panchen-lama s'efforça durant ses dernières années de persuader les autorités chinoises de permettre aux Tibétains de se lancer dans le commerce régional. C'est dans ce but qu'il fonda la Tibet Gang-gyen Development Corporation en 1987. Cela reflète sa vision du Tibet futur où les Tibétains prendront l’initiative de se développer et de rejoindre la modernité, rendant progressivement redondante la présence chinoise au Tibet. Dans cette entreprise, peut-être sa plus importante initiative privée, aucun des dirigeants, pas même Gyara Tsering Samdrup arrêté par la police chinoise après la controverse sur la réincarnation du panchen-lama en 1995, n'étaient un de ses parents ou proches.
Selon Patrick French, il fut aidé par Alang dans cette entreprise, fondée après la mort de Mao, et dont le but était de d'obtenir des financements pour restaurer des monastères et des temples.

### Mort
Le 10e panchen-lama meurt à l'âge de 50 ans dans sa résidence de Shigatse le 28 janvier 1989.
La presse officielle attribue sa mort à une crise cardiaque liée à la fatigue causée par l'inauguration d'un chorten une semaine plus tôt. Il avait organisé un banquet dans sa résidence en l'honneur de cadres de la ville. Le banquet terminé, il était allé se coucher vers minuit. À 4 h du matin, il fut réveillé par des douleurs à la poitrine ainsi que dans le dos et les bras. Après avoir subi un examen, il retourna se coucher. À 8 h 25, il eut une crise cardiaque et perdit connaissance. Averti, le secrétaire général du parti communiste, Zhao Ziyang, dépêcha immédiatement, par avion spécial, une équipe de cardiologues, signe de l'importance que les responsables chinois attachaient au panchen-lama. Malgré les soins d'urgence, le malade devait décéder dans la soirée, à 20 h 16,.

### Théorie du complot
Chez les Tibétains en exil, la rumeur a circulé que le panchen-lama aurait été empoisonné par les Chinois qu'il avait critiqués pour leur occupation du Tibet quelques jours plus tôt. Le panchen-lama aurait notamment déclaré que « le progrès apporté au Tibet par la Chine ne saurait compenser la somme de destructions et de souffrances infligées au peuple tibétain » (citation rapportée par le 14e dalaï-lama le 10 mars 1999), et que « s'il y avait certainement eu des changements depuis la Libération, le prix payé pour ces changements était plus grand que les gains obtenus » (citation rapportée par le quotidien China Daily le 25 janvier 1989 selon l'association Campagne internationale pour le Tibet). Cependant, aucune preuve ne fut apportée à l'appui de cette rumeur.
Le dissident Yuan Hongbing affirme que Hu Jintao aurait planifié cette mort. En octobre 2013, il publie, avec Namloyak Dhungser, un livre sur la mort du 10e panchen-lama, dans lequel ils prétendent dévoiler le complot de son assassinat par le parti communiste chinois. Deng Xiaoping et d'autres oligarques, membres fondateurs du PCC, auraient pris la décision d'empoisonner le dignitaire, et ce sous la direction de Hu Jintao et Wen Jiabao, et avec la mise en œuvre de Meng Hongwei, Hu Chunhua et Zhou Meizhen. Le frère aîné du 14e dalaï-lama, Gyalo Thondup, ne croit pas, quant à lui, à ces rumeurs d'empoisonnement. Il pense que Yan Mingfu, Wen Jiabao et les médecins ont fait tout ce qu'ils pouvaient pour le sauver. Il fait remarquer que le panchen-lama pesait près de 250 livres, qu'il fallait le relever lorsqu'il faisait ses prostrations, qu'il était atteint de diabète et avait une tension élevée, qu'il s'était donné à fond à la restauration des tombes de ses prédécesseurs, qu'il avait été éprouvé par ses quinze années de prison, bref qu'il n'était pas en bonne santé.
Pour sa part, Rinzinwangmo, la fille du panchen-lama, s'abstient de parler d'un éventuel complot et attribue la mort précoce de son père, qui ne se ménageait pas, à un mauvais état de santé général, à une prise considérable de poids et un manque chronique de sommeil.

## Un héritage qui perdure
Pour Fabienne Jagou, avec la mort du panchen-lama, « les Tibétains et les Chinois venaient de perdre leur seul dénominateur commun ».
Selon la journaliste de Libération Caroline Puel, le 10e panchen-lama voit son image politique réhabilitée post mortem, grâce à la publication en 1998 de sa « pétition en 70 000 caractères », publiée en 1962, et qui « démontre que la politique systématique d'annihilation de la culture et de répression du peuple tibétain était patente dès la fin des années 1950 ».
Pour le journaliste Benjamin Kang Lim, près de 20 ans après sa mort, alors que Pékin et les Tibétains en exil ne s'accordent pas sur son successeur, la ferveur publique qui lui fut témoignée dans sa région natale à l'occasion du 70e anniversaire de sa naissance, suggère qu'il reste un puissant symbole des aspirations des Tibétains. Pour la fille de Choekyi Gyaltsen, « ces prières montrent que son père vit encore dans le cœur des Tibétains. (…) Le temps n'a pas effacé l'héritage qu'il a légué ».

## Mausolée
La dépouille du 10e panchen lama est conservée dans un chorten funéraire couvert d'or, dit Serdung Sisum Namgyel.